# Смородинка (Мценский район)
Смородинка — деревня в Мценском районе Орловской области России. Входит в состав Воинского сельского поселения.

## География
Деревня находится в северной части Орловской области, в лесостепной зоне, в пределах центральной части Среднерусской возвышенности, на расстоянии примерно 11 километров (по прямой) к юго-юго-западу (SSW) от города Мценска, административного центра района. Абсолютная высота — 231 метр над уровнем моря. К западу от населённого пункта проходит федеральная автотрасса М2.
Климат характеризуется как умеренно континентальный с умеренно морозной зимой и теплым, иногда жарким летом. Средняя многолетняя температура самого холодного месяца — января, составляет −9,4°С, температура самого теплого +19°С.
Часовой пояс
Деревня Смородинка, как и вся Орловская область, находится в часовой зоне МСК (московское время). Смещение применяемого времени относительно UTC составляет +3:00.

## Население
| 2010 |
| ---- |
| 6    |

Половой состав
По данным Всероссийской переписи населения 2010 года в гендерной структуре населения мужчины составляли 50 %, женщины — соответственно также 50 %.
Национальный состав
Согласно результатам переписи 2002 года, в национальной структуре населения русские составляли 50 %; украинцы — 50 %.